# Serras da Freita e Arada
Serras da Freita e Arada este o arie protejată (sit de importanță comunitară — SCI) din Portugalia întinsă pe o suprafață de 28.638,02 ha, integral pe uscat.

## Localizare
Centrul sitului Serras da Freita e Arada este situat la coordonatele 40°51′36″N 8°10′50″W / 40.8601°N 8.1806°V.

## Înființare
Situl Serras da Freita e Arada a fost declarat sit de importanță comunitară în octombrie 1998 pentru a proteja 4 specii de plante și 19 specii de animale.

## Biodiversitate
Situată în ecoregiunea mediteraneană, aria protejată conține 20 de habitate naturale: Ape stătătoare oligotrofe până la mezotrofe, cu vegetație de Littorelletea uniflorae și/sau de Isoëto-Nanojuncetea, Râuri mediteraneene cu debit permanent și vegetație de Glaucium flavum, Cursuri de apă de la nivel de câmpie la nivel montan, cu vegetație Ranunculion fluitantis și Callitricho-Batrachion, Pajiști umede atlantice temperate cu Erica ciliaris și Erica tetralix, Pajiști uscate europene, Lande oro-mediteraneene cu formațiuni endemice de grozamă, Matorral arborescenți cu Laurus nobilis, Formațiuni ierboase bogate în specii de Nardus, dezvoltate pe substraturi silicioase în zone montane (și în zone submontane, în Europa continentală), Pajiști cu Molinia pe soluri calcaroase, turboase sau argilos-nămoloase (Molinion caeruleae), Liziere de ierburi înalte hidrofile de câmpie și de nivel montan până la alpin, Fânețe de joasă altitudine (Alopecurus pratensis, Sanguisorba officinalis), Mlaștini turboase de tranziție și turbării mișcătoare, Pante stâncoase silicioase cu vegetație casmofită, Roci stâncoase cu vegetație pionieră de Sedo-Scleranthion sau Sedo albi-Veronicion dillenii, Păduri aluvionare cu Alnus glutinosa și Fraxinus excelsior (Alno-Padion, Alnion incanae, Salicion albae), Păduri de stejar galițio-portugheze cu Quercus robur și Quercus pyrenaica, Păduri de Castanea sativa, Galerii de Salix alba și de Populus alba, Păduri de Quercus suber, Păduri de Ilex aquifolium.
La baza desemnării sitului se află mai multe specii protejate:
- plante (4): Centaurea micrantha subsp. herminii, Festuca summilusitana, Narcissus cyclamineus, Woodwardia radicans
- amfibieni (2): Chioglossa lusitanica, Discoglossus galganoi
- mamifere (9): lupul (Canis lupus), Galemys pyrenaicus, vidră de râu (Lutra lutra), liliac cu aripi lungi (Miniopterus schreibersii), liliac cărămiziu (Myotis emarginatus), liliac comun (Myotis myotis), liliacul mediteranean cu potcoavă (Rhinolophus euryale), liliacul mare cu potcoavă (Rhinolophus ferrumequinum), liliacul mic cu potcoavă (Rhinolophus hipposideros)
- nevertebrate (4): fluturele auriu (Euphydryas aurinia), Euplagia quadripunctaria, Geomalacus maculosus, rădașcă (Lucanus cervus)
- pești (3): Pseudochondrostoma duriense, Rutilus alburnoides, Rutilus macrolepidotus
- reptile (1): Lacerta schreiberi

Pe lângă speciile protejate, pe teritoriul sitului au mai fost identificate 20 de specii de plante, 6 specii de amfibieni, 12 specii de mamifere, 5 specii de reptile.